# Jonathan Smith (remer)
Jonathan Smith (anglès: Jonathan Scott Smith)  (Salem, 9 de maig de 1961) és un remer estatunidenc, ja retirat, que va competir durant les dècades de 1980 i 1990.
El 1984 va prendre part en els Jocs Olímpics d'Estiu de Los Angeles, on guanyà la medalla de plata en la prova del quatre sense timoner del programa de rem. Quatre anys més tard, als Jocs de Seül, va guanyar la medalla de bronze en la del vuit amb timoner. El 1992, a Barcelona, disputà els seus tercers, i darrers, Jocs Olímpics, on fou novè en la prova del doble scull.
En el seu palmarès també destaquen dues medalles al Campionat del món de rem, una d'or i una de bronze, entre les edicions del 1985 i 1987, així com una medalla d'or als Jocs Panamericans de 1983.